# Rade Tovladijac
Rade Tovladijac (Dulcigno, 1º agosto 1961) è un fumettista, pittore e illustratore serbo.
Fra i suoi lavori principali si possono citare "Ljudi za zvezde" (sceneggiatore: Aleksandar Timotijević) e "Smešna strana srpske stvarnosti" (sceneggiatore: Mihailo Medenica).
Illustrazioni di copertina: Uomo mascherato, Mandrake il mago, Modesty Blaise, James Bond, Batman...
Tovladijac è anche presidente dell Associazione dei fumettisti serbi (Udruženje stripskih umetnika Srbije).